# Mesfouf
Mesfouf (Masfouf) är en tunisisk och algerisk dessert som består av en blandning av couscous, socker och smör, och vanligen garneras med russin, dadlar eller nötter. Apelsinblomvatten används ibland som smaksättare. Det finns många varianter av mesfouf, och några av dem är salta. 